# Нільс Баклунд
Нільс Баклунд (швед. Nils Backlund, 25 жовтня 1896 — 3 грудня 1964) — шведський плавець і ватерполіст.
Бронзовий призер Олімпійських Ігор 1920 року, учасник 1924 року.